# Philippe Béran
Pour les articles homonymes, voir Béran.
 (juillet 2023).
Si vous disposez d'ouvrages ou d'articles de référence ou si vous connaissez des sites web de qualité traitant du thème abordé ici, merci de compléter l'article en donnant les références utiles à sa vérifiabilité et en les liant à la section « Notes et références ».
Philippe Béran (né le 14 janvier 1962 à Genève) est un chef d'orchestre suisse.

## Biographie
Philippe Béran est né à Genève en 1962, et après avoir obtenu une maturité scientifique, il mène parallèlement des études musicales et scientifiques avant de se consacrer à la direction d'orchestre. Premier prix de clarinette au Conservatoire de Genève en 1983, puis au Conservatoire national de musique de Paris en 1984, il obtient en 1986 un diplôme de physique théorique à l'université de Genève et un diplôme de direction d'orchestre au Conservatoire de Genève en 1988.
Il poursuit alors une double carrière, à la fois de direction d'orchestre et d'enseignant de musique, de mathématiques et de physique au Collège de Genève et en tant qu'assistant au département de physique de l'Université de Genève. Il est le directeur artistique de la Camerata de Genève depuis 1987, chef de l'orchestre du Collège de Genève dès 1990, responsable des concerts scolaires de l’Orchestre de chambre de Lausanne dès 2002 ainsi que délégué jeunesse de l’Orchestre de la Suisse romande dès 2002

## Carrière musicale
- 1987-1996 : professeur de musique de chambre au Collège Claparède (Genève)
- 1988 : diplôme de direction d’orchestre Conservatoire de Genève
- 1989 : stage de direction d'orchestre à Salzau (Allemagne) sous la direction de M. Léonard Bernstein
- 1989 : stage de direction d'orchestre à Szombathely (Hongrie) sous la direction de M. Peter Eötvös
- 1989-1991 : professeur de musique de chambre à l'université de Genève
- 1989-1991 : chef de l'Orchestre de chambre de l'université de Genève
- 1992 : Remplaçant ponctuel de M. Arpad Gerecz à la tête de l'Orchestre du Conservatoire de Genève
- 1992-1998 : chef principal de l'Opéra de Poche (Genève)
- 1993-1998 : professeur de musique au Collège de Genève (section artistique musique)
- 1995 : diplôme de études pédagogiques de l’enseignement secondaire du Canton de Genève: enseignement de la musique
- 1997-2000 : chef associé à l’Opéra national de Bordeaux (France) et à l’Orchestre national Bordeaux Aquitaine, chef de productions lyriques et symphoniques. Chef de ballets avec le Ballet de l’Opéra de Bordeaux sous la direction artistique de Charles Jude lors de productions à Bordeaux et de tournées en Italie (Teatro Massimo de Palerme) et aux États-Unis.
- 2000 : Ballet national de Nancy-Lorraine
- 2002 : Ballet du Grand-Théâtre de Genève
- 2003 : Palais des congrès et de la musique de Strasbourg et Ballet de l’Opéra de Nice
- 2005 : Orchestre du Collège de Genève Chœur des Collèges Calvin-Candolle-Voltaire et N. Bouvier, Teatro massimo Bellini de Catane
- 2007 : New York City Ballet
- 2008 : Orchestre du Collège de Genève, Ateliers musiques des Cycles d'Orientations du Renard, de Montbrillant et des Colombières, Ballet de l'Opéra national de Paris